# Os Trapalhões e a Árvore da Juventude
Os Trapalhões e a Árvore da Juventude é um filme brasileiro de 1991, do gênero comédia infantojuvenil e aventura, dirigido por José Alvarenga Júnior, e estrelado pela trupe humorística Os Trapalhões. O filme foi criado e feito especialmente para comemorar os 25 anos dos Trapalhões, sendo premiado no III Festival de Cine Infantil de Ciudad Guayana (Venezuela), em 1993.
Este foi o último filme d'Os Trapalhões como o trio remanescente, após a morte de Zacarias em 1990. Foi também o último filme de Mussum, falecido em 1994. Em 1997, é lançado o filme O Noviço Rebelde, em 1998 é lançado o filme Simão, o Fantasma Trapalhão, e também em 1999 é lançado o filme O Trapalhão e a Luz Azul, somente com Didi e Dedé, sendo que este já não trabalhava mais na Rede Globo. Somente em 2017, com Os Saltimbancos Trapalhões: Rumo a Hollywood, foi que outro filme com Renato Aragão voltou a ter Os Trapalhões em seu título.

## Sinopse
Na Amazônia, Didi, Dedé e Mussum são os atrapalhados guardas florestais do posto 3, que lutam contra a ação de contrabandistas liderados pelo americano Dr. Stone (John Stanley). O trio é ajudado pela bela engenheira Juliana (Cristiana Oliveira) e por um grupo de estudantes que vieram a Amazônia para estudar as plantas. Em meio às lutas contra os serralheiros, os três vão parar em uma misteriosa caverna, onde encontram uma árvore, da qual jorra água da mística fonte da juventude. Ao beberem da tal água, os três viram crianças, e logo em seguida, jovens com 25 anos. Ao reencontrarem Juliana, eles assumem novas identidades e resolvem continuar no encalço dos bandidos. 

## Elenco
- Renato Aragão .... Didi
- Dedé Santana .... Dedé
- Mussum .... Mussum
- Cristiana Oliveira .... Juliana
- Carlos Loffler .... Renato (Didi com 25 anos)
- Eduardo Monteiro .... Manfried (Dedé com 25 anos)
- Lui Mendes (creditado como Luiz Cláudio) .... Antônio Carlos (Mussum com 25 anos)
- Duda Little .... Jonaze
- Andréia Faria .... Marta
- Conrado ....  Beto
- Nill ....  Tico
- Caxa Aragão (creditado como Ricardo Rangel) ....  Juca
- Glenda Kozlowski ....  Rose
- Dominique Scudera ....  Kátia
- John Stanley .... Dr. Stone
- Kid Mahall .... bandido
- Amauri Guarilha .... Macaco Velho
- Bahiaco .... Ariranha
- Bernardo Palmeira .... Didi (criança)
- Carlos Frederico .... Dedé (criança)
- Wanderson Miranda Gomes .... Mussum (criança)
- Ana Paula Oliveira .... Juliana (criança)

### Vozes (dublagem)
- Ionei Silva .... Macaco Velho
- Hélio Ribeiro ....  Ariranha
- Pádua Moreira .... Chefe da guarda florestal
- Márcio Seixas .... Voz da fonte
- Rodney Gomes .... Mensageiro do posto florestal 4
- Waldir Fiori ....vozes dos bandidos
- Breno Bonin
- Joaquim Motta
- Francisco Silva
- Direção de dublagem: Rodney Gomes

## Canções
- "Natureza", de "Michael Sullivan e Paulo Massadas (Interpretada por: Os Trapalhões, Angélica e Ney Matogrosso)
- "Coração do Planeta", Conrado

## Recepção
Thomas Boeira em sua crítica para o Papo de Cinema disse que "mesmo ficando longe de ser um filme perfeito, é capaz de deixar marcas satisfatórias tanto no público infantil quanto no adulto."